# Gerald Hammond
Pour les articles homonymes, voir Hammond.
Gerald Hammond, né le 7 mars 1926, en Écosse, est un romancier écossais de roman policier et de roman d’aventures. Il a également publié de œuvres sous les pseudonymes Arthur Douglas et Dalby Holden.

## Biographie
Il fait ses études d’architecture à Aberdeen et obtient son diplôme en 1953. Il travaille pendant une trentaine d’années comme architecte, d’abord pour la Bank of Scotland et, entre 1970 et 1979, pour le département d’architecture et d’urbanisme de la ville de Livingston.  Il prend sa retraite comme architecte en 1985.
Sa carrière littéraire s’amorce au milieu des années 1960 avec la publication à un rythme soutenu de romans policiers ou d’aventures qui ont souvent comme toile de fond les principaux loisirs et centres d’intérêts de l’auteur : la pêche, la chasse, l’élevage de chiens de chasse, l’armurerie et la course automobile. Son seul titre traduit en France, Rallye de famille (The Loose Screw), écrit en 1966, se déroule dans le milieu des conducteurs de rallye automobile.
En 1979, Hammond crée le personnage de Keith Calder, un armurier, doublé d’un détective amateur, qui réside dans la ville écossaise fictive de Newton Lauder. Une autre série, qui mêle récits d’énigme et d’aventures, a pour héros récurrent John Cunningham, un éleveur écossais de chiens de chasse.  Hammond a également accordé deux romans à l’infirmière et physiothérapeute Grace Gillespie. Sa dernière héroïne, Honoria Potterton-Phipps Laird, surnommée Honey, est une ancienne party-girl devenue sergent-détective, puis inspecteur. Toujours accompagnée de son labrador retriever Pippa, elle mène ses enquêtes à Édimbourg.

## Œuvre

### Romans

#### SérieKeith Calder
- Dead Game (1979)
- The Reward Game (1980)
- The Revenge Game (1981)
- The Game (1982)
- Fair Game (1982)
- Cousin Once Removed (1984)
- Sauce for the Pigeon (1984)
- Poursuit of Arms (1986)
- Silver City Scandal (1986)
- The Executor (1986)
- Adverse Report (1987)
- The Worried Widow (1988)
- Stray Shot (1988)
- A Brace of Skeet (1989)
- Let Us Pray (1990)
- Home to Roost (1990)
- Snatched Crop (1991)
- In Camera (1992)
- Thin Air (1993)
- Hook or Crook (1994)
- Carriage of Justice (1995)
- Sink or Swim (1996)
- Follow That Gun (1996)

#### SérieJohn Cunningham
- Dog in the Dark (1989)
- Whose Dog Are You? (1991)
- Doghouse (1992)
- Give a Dog a Name (1992)
- The Curse of the Cockers (1993)
- Sting in the Tail (1994)
- Mad Dogs and Scotsmen (1995)
- Bloodlines (1996)
- Twice Bitten (1999)
- A Shocking Affair (1999)
- Dead Weight (2000)
- Illegal Tender (2001)

#### SérieHoney Laird
- Dead Letters (2004), deux courts romans
- Cold Relations (2006)
- A Dead Question (2007)
- Loving Memory (2007)
- Silent Intruder (2010), Honey ne fait qu'une brève apparition dans ce roman.

#### SérieGrace Gillespie
- Saving Grace (2004)
- Heirs and Grace ou His or Her Grace (2005)

#### Autres romans
- Fred in Situ (1965)
- The Loose Screw (1966) Publié en français sous le titre Rallye de famille, Paris, Librairie des Champs-Élysées, Le Masque no 1002, 1968 ; réédition, Paris, Librairie des Champs-Élysées, Le Club des Masques no 316, 1977
- Mud in His Eye (1967)
- Cash and Carry (1992)
- Fine Tune (1998)
- A Running Jump (1999)
- Flamescape (1999)
- Grail for Sale (2001)
- Dirty Dollar (2002)
- Down the Garden Path (2003)
- The Snatch (2003)
- On the Warpath (2006)
- Keeper Turned Poacher (2006)
- Walking Partners (2007)
- Hit and Run (2008)
- Crash (2008)
- Well and Good (2009)
- The Fingers of One Foot (2009)
- A Dog’s Life (2010)
- Snitch (2011)
- Witch My Little Eye (2011)
- The Unkindest Cut (2012)

#### Romans signés Arthur Douglas
- The Goods (1985)
- Last Rights (1986)
- A Very Wrong Number (1987)
- A Worm Turns (1988)

#### Roman signé Dalby Holden
- Doldrum (1987)

## Sources
- Jacques Baudou et Jean-Jacques Schleret, Le Vrai Visage du Masque, vol. 1, Paris, Futuropolis, 1984, 476 p. (OCLC 311506692), p. 237.